# Теория трёх миров
Теория трёх миров (кит. трад. 三個世界的理論, упр. 三个世界的理论, пиньинь Sān gè Shìjiè де Lǐlùn) — теория, разработанная китайским коммунистическим лидером Мао Цзэдуном, утверждающая, что международные отношения состоят из трёх политико-экономических миров: Первого мира — сверхдержав США и СССР, Второго мира — «промежуточные силы, например Япония, Европа и Канада», и Третьего мира — «Азия, за исключением Японии», «вся Африка… и Латинская Америка».
В 1974 году тогдашний китайский вице-премьер Дэн Сяопин пояснял Теорию трёх миров в выступлении в Организации Объединённых Наций, обосновывая сотрудничество Китая с некоммунистическими странами.
Теория трёх миров, разработанная Мао Цзэдуном, отличается от западной Теории трёх миров (предложенной Альфредом Сови в 1952 году). Западная теория утверждает, что Первый мир включал Соединённые Штаты и их союзников, Вторым миром был Советский Союз и его союзники, а Третьим миром были нейтральные и неприсоединившиеся страны.
Лидер социалистической Албании Энвер Ходжа изложил идеологическую альтернативу, против обеих теорий трёх миров и против позиции Коммунистической партии Советского Союза. Он утверждал, что есть два мира: социалистический и капиталистический. В теории Мао он видел стремление Китая стать «сверхдержавой». Это привело к китайско-албанскому расколу в Коммунистической партии, позиции ранее были согласованы между Китаем и Албанией.